# Manaji Rao Scindia
Meherban Shrimant Sardar Manaji Rao Scindia Bahadur, fou subadar de Malwa nomenat pel peshwa el 10 de juliol de 1764. Era net de Meherban Shrimant Sardar Sabaji Scindia, probablement fill d'un fill il·legítim de Ranoji Rao Scindia.
El segon fill il·legítim de Ranojiera Mahadaji o Madhav Rao I Sindhia, molt hàbil com a polític i soldat, es va destacar a la batalla de Panipat el 14 de gener de 1761. Després d'aquesta batalla va retornar a Malwa el 1764 i aviat va assolir el poder el 18 de gener de 1768.